# Henning Harnisch
Henning Jan Harnisch (* 15. April 1968 in Marburg) ist ein ehemaliger deutscher Basketballspieler und jetziger -funktionär. Er ist Vizepräsident von Alba Berlin. Sein größter Erfolg war der Gewinn der Europameisterschaft 1993. Zwischen 1990 und 1998 gewann er mit Bayer Leverkusen und Alba Berlin neun Mal in Folge die Deutsche Meisterschaft. Wegen seiner spektakulären Spielweise, mit der er den Dunking in der Bundesliga salonfähig machte, wurde er auch Hanging Harnisch, Flying Harnisch oder Flying Henning genannt.

## Leben
Harnisch wuchs in Marburg als Sohn einer Grundschullehrerin und eines Professors für Theologie auf. Er besuchte das Gymnasium Philippinum und kam dort 1978 mit Basketball in Berührung. Sein Entdecker und Förderer in der Jugend war der dortige Lehrer Hans Brauer. Harnisch ging 1984 für ein Jahr an eine Schule in Upland (US-Bundesstaat Kalifornien). In Sachen Basketball sei das Jahr in den Vereinigten Staaten „eine einzige Katastrophe“ gewesen, so Harnisch später. Ab 1985 stand Harnisch im Kader des Bundesligisten MTV 1846 Gießen. Für die Mittelhessen kam er bis 1988 auf einen Punkteschnitt von 14,6 je Begegnung (76 Spiele). Im Mai 1988 gewann Harnisch mit dem Gymnasium Philippinum den Bundesschulwettbewerb Jugend trainiert für Olympia.
Nach dem Abitur leistete er in einem Krankenhaus den Zivildienst ab, 1988 ging Harnisch an die University of Washington in die Vereinigten Staaten. An der Hochschule hatten seine Landsmänner Detlef Schrempf und Christian Welp gespielt. Harnisch verließ die University of Washington nach neun Tagen, in denen er unter anderem Malerarbeiten am Footballstadion der Hochschule hatte vornehmen müssen, wieder und kehrte nach Deutschland zurück. Er schloss sich zur Saison 1988/89 Bayer Leverkusen an und war neben Michael Koch und Christian Welp einer der Schlüsselspieler der Mannschaft, die zwischen 1990 und 1996 auf die Deutsche Meisterschaft abonniert war. Harnisch bestritt zwischen 1988 und 1996 insgesamt 269 Bundesliga-Spiele für die Rheinländer und kam auf einen Durchschnitt von 15,1 Punkten je Begegnung.
Mit seinem Wechsel zu Alba Berlin endete die Leverkusener Titelserie und diejenige Berlins begann. Neben neun deutschen Meistertiteln gewann Harnisch mit Leverkusen und Berlin auch fünfmal den Pokal (1990, 1991, 1993, 1995, 1997). In 13 Bundesliga-Spielserien erzielte er 6152 Punkte. Die Leser einer Fachzeitschrift wählten ihn 1990 und 1991 zum deutschen Basketballer des Jahres. Neben seiner spektakulären Spielweise waren ein Stirnband und seine langen Haare während weiter Teile seiner Karriere seine Markenzeichen. Dank seines Aussehens und Auftretens galt Harnisch in den 1990er Jahren als das Idealbild eines medienwirksamen Jugendschwarms. Diese Rolle nahm er jedoch nicht für sich in Anspruch. Im Buch „50 Jahre Basketball-Bundesliga“ wird Harnischs öffentliches Bild unter der Überschrift „Der Andersdenker“ wie folgt eingestuft: „Harnisch war nicht Bravo-Sport. Harnisch war die taz.“
In 169 Länderspielen wurden für Harnisch 2079 Punkte notiert. Er nahm an einer Welt- und vier Europameisterschaften sowie an den Olympischen Spielen 1992 teil. Als drittbester deutscher Korbschütze kam er während des olympischen Turniers auf 9,6 Punkte je Begegnung. Bei der Europameisterschaft 1993 erzielte er im Schnitt 12 Punkte und war damit einer der Garanten des unerwarteten Titelgewinns vor eigenem Publikum. Im Endspiel gegen Russland kam Harnisch auf 13 Punkte und war somit drittbester Werfer der deutschen Mannschaft im letzten Turnierspiel. Vor dem Endspiel ereilte ihn ein Migräneschub. Harnisch spielte trotzdem und war nach der Begegnung eigener Aussage nach „stundenlang fertig, ausgeknockt“. Er bezeichnete den Gewinn des EM-Titels als seinen Karrierehöhepunkt. 1989 hatte er mit der bundesdeutschen Studentenauswahl Bronze bei der Universiade in Duisburg gewonnen. Während seiner Spielerlaufbahn bekam Harnisch Angebote, bei NBA-Mannschaften in Trainingslagern vorzuspielen: 1993 bekundeten die Golden State Warriors Interesse an ihm, Harnisch lehnte aber ab. Er „habe nicht geglaubt, dass ich mich da durchsetzen kann“, begründete er rückblickend diesen Entschluss. Auch Angebote aus dem europäischen Ausland ließ Harnisch, der neben der Basketballlaufbahn zunächst Philosophie und Italienisch studierte, verstreichen. 1995 sagte er seine Teilnahme an der Europameisterschaft wegen seiner Buchhändlerlehre ab.
Nach der Saison 1997/98 beendete Harnisch seine Spielerlaufbahn im Alter von erst 30 Jahren. Anschließend studierte er zwischen 1998 und 2004 Kulturwissenschaft an der Humboldt-Universität zu Berlin sowie Filmwissenschaft an der Freien Universität Berlin und arbeitete nebenbei als Journalist. 2004 kehrte er als Teammanager von Alba Berlin in die Bundesliga zurück. Vom 1. Januar 2008 bis zum 30. Juni 2010 bekleidete er den Posten des Sportdirektors. Seitdem ist er Vizepräsident des Vereins und in dieser Funktion für die Nachwuchsförderung verantwortlich. Für sein Engagement im Nachwuchsbereich erhielt Harnisch 2016 das „Goldene Band“ des Verbandes der Sportjournalisten Berlin-Brandenburg. Er war die erste Person, die diese Auszeichnung zum zweiten Mal erhielt. Erstmals wurde Harnisch 1998 mit Alba Berlin für seine sportlichen Leistungen das „Goldene Band“ verliehen.
Bei Alba Berlin rief er unter anderem Kooperationen mit dem Pekinger Basketballverband sowie deutschen Schulen in Shanghai und Peking ins Leben. Im Mai 2017 regte Harnisch in einem Gespräch mit der Wochenzeitung Die Zeit eine umfassende Neustrukturierung des Schulsports unter anderem durch den Einsatz von Profitrainern an. 2018 übernahm er die Schirmherrschaft der Berliner Initiative „Sport macht Schule“. Mit seinem Sportkonzept unterstützte er den SPD-Spitzenkandidaten Thorsten Schäfer-Gümbel im Wahlkampf für die Landtagswahl in Hessen 2018. Im November 2018 gehörte Harnisch gemeinsam mit Marco Baldi während einer China-Reise auf Einladung des Auswärtigen Amtes zur Delegation von Bundesaußenminister Heiko Maas. Harnisch arbeitete bei Alba Berlin die Jugendsport- und Gesellschaftsbewegung „Sport vernetzt“ aus, die für ihre Angebote Gemeinden und Städte in unterschiedlichen Gebieten Deutschlands gewann.
In der taz veröffentlichte Harnisch als Kolumnist zwei Jahre lang bis Ende 2019 unter der Überschrift Henningway monatlich Beiträge zu den Themenbereichen Kultur, Sport und Pädagogik. Bereits während seiner Spielerzeit in Leverkusen absolvierte Harnisch in Köln-Sülz im Geschäft „Der andere Buchladen“ eine Buchhändlerlehre, schrieb Kolumnen für die taz und moderierte bei Radio Fritz unter dem Titel Hennings Hausmusik seine eigene Radiosendung. An der Berliner Humboldt-Universität hielt er eine Vorlesung zu dem Thema „Das Ästhetische des Sports“. 2005 war Harnisch Mitherausgeber des Buches Vierter, in dem Autoren aus unterschiedlichen Blickwinkeln über Sport schreiben. Harnisch nannte das Werk „ein wildes Buch auf seine Art, es gibt keinen Anfang und kein Ende“.